# Trirhabda bacharidis
Trirhabda bacharidis là một loài bọ cánh cứng trong họ Chrysomelidae. Loài này được Weber miêu tả khoa học năm 1801.